# Triệu Bình
Triệu Bình là một xã thuộc tỉnh Quảng Trị, Việt Nam được thành lập ngày 1 tháng 7 năm 2025 trong đợt cải cách thể chế Việt Nam 2024–2025 dựa trên sự sáp nhập của các xã cũ bao gồm xã Triệu Độ, xã Triệu Thuận, xã Triệu Hòa và xã Triệu Đại